# Перелески (Сумская область)
Перелески (укр. Переліски) — село,
Великовысторопский сельский совет, Лебединский район, Сумская область, Украина.
Код КОАТУУ — 5922982006. Население по переписи 2001 года составляло 23 человека .

## Географическое положение
Село Перелески находится на левом берегу реки Легань,
выше по течению на расстоянии в 5 км расположено село Великий Выстороп, ниже по течению на расстоянии в 2 км расположено село Ревки. К селу примыкает большой лесной массив (сосна, дуб).